# ネペンテス・トランカータ
ネペンテス・トランカータ Nepenthes truncata はウツボカズラ属の1種。葉が軍配型になるのが特徴で、大きな捕虫袋をつける。

## 特徴
この類では珍しく茎が蔓状に伸びず、また往々に着生して生育する。茎の高さは30-50cmまで、茎の径は1-2cmで、剛毛が多数ある。葉は互生。葉柄は長さ5-8cmあり、深い縦溝があってその基部は茎のほぼ全体を抱え込む。葉身の長さは10-20cmで幅6-10cm、中肋の部分でV字に折れる。葉身の先端は縁に対してほぼ直角に切れ込んだ形になり、そのため葉の全体としてはその形が軍配型をしている。葉質は厚くて堅め。
捕虫袋は細長い円筒状をしており、下部がやや膨らんだ漏斗状で蔓へと続く。袋の腹面には2本の縦翼があり、房飾りが付いている。縁歯は扁平で、幅3-8cm。捕虫袋の大きさではこの類でも大きいものの一つであり、良く育つと2lのペットボトルのサイズにまで達するという。2022年8月20日には兵庫県立フラワーセンターで栽培の当種が「世界最大の捕虫袋を持つウツボカズラ」としてギネス世界記録に認定された(記録は55.5cm）。
学名の種小名は「截形の」の意味であり、軍配型の葉の形による。

## 分布と生育環境
フィリピンのミンダナオ島にのみ分布する固有種である。低地から海抜1000mまでと範囲は広いが、湿度の高い地域にのみみられ、日当たりの良い崖地や樹上に着生する。
ミンダナオ島の東部では低地でも湿度が高いために本種も低地まで見られるが、西北部では海抜の高い地域の雲霧林帯に限られるために、本種もその区域に見られる。日射を好み、二次林や開墾地では地上に出現し、暗い森林では樹上に着生して生育する。

## 利用
観賞用に栽培される。きわめて大きくなる捕虫袋を持つことで評価が高い。大きい捕虫袋を作る種としてはオオウツボカズラ N. rajah と N. merrilliana が双璧であるが、これらが丸っこいフットボール型の袋を作るのに対し、本種のそれは円筒形で細長く、長さではこちらが大きい例もある。特に大きい捕虫袋を作る系統では長さ50cmに達する袋を作ることさえある。また茎が長く蔓状に伸びず、まとまった姿になることも独特である。本属の多くの種は茎が何mも伸び、大きな温室であれば見栄えもするが、家庭で鉢植えで栽培する場合には処理に困ることが多く、本種はその点では優れている。そのような特徴を持つ交配品種を作る交配親としても重視される。低温と乾燥には強く、冬季も7℃程度があれば越すことが出来る。

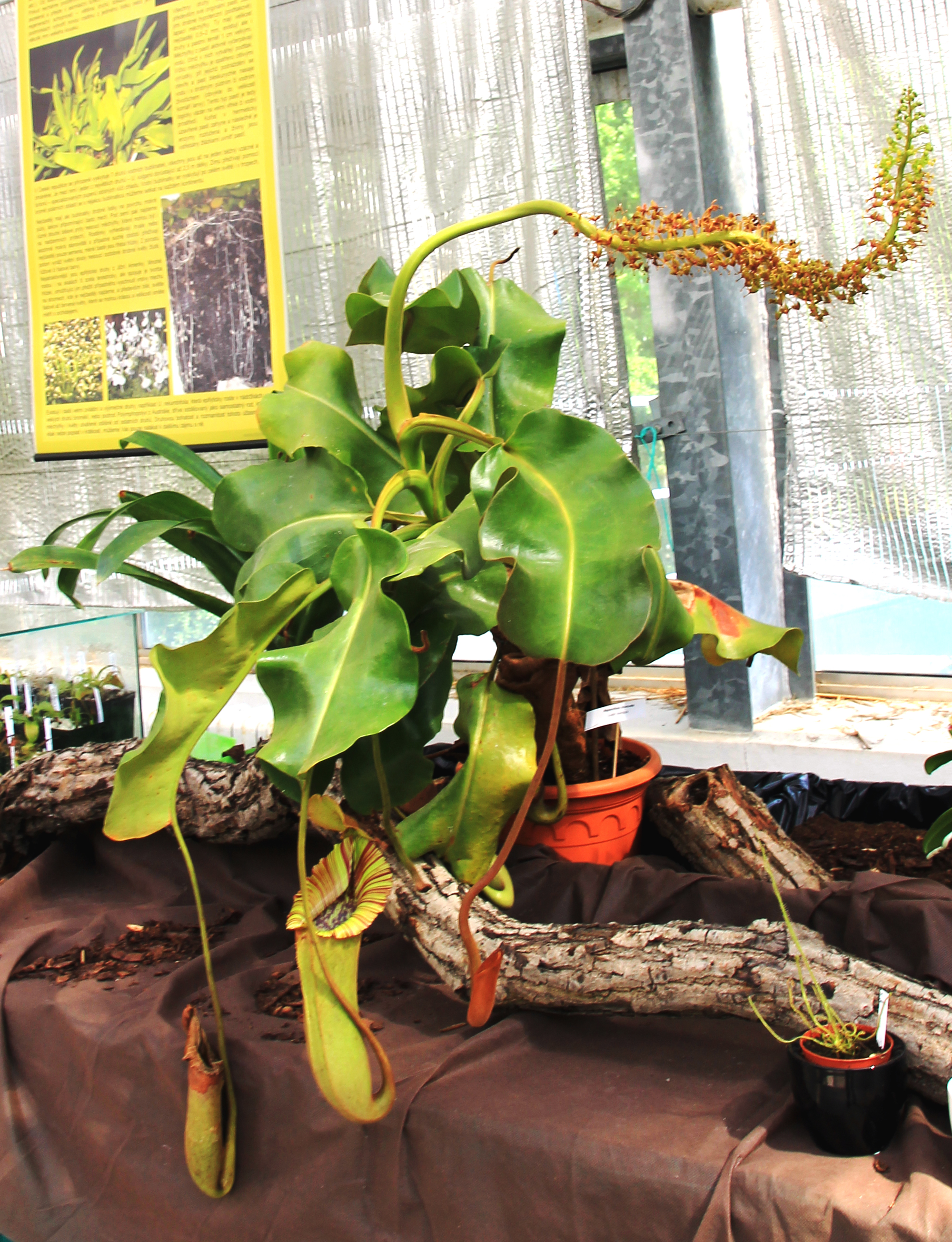
全草・鉢植え
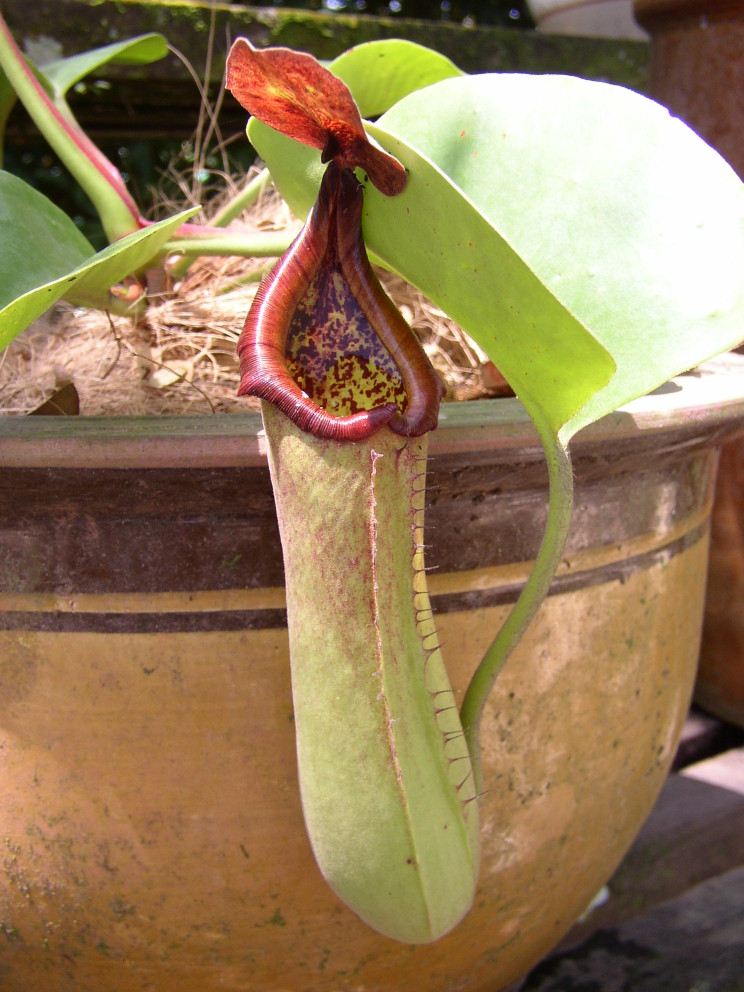
捕虫袋と葉の先端の形が分かる
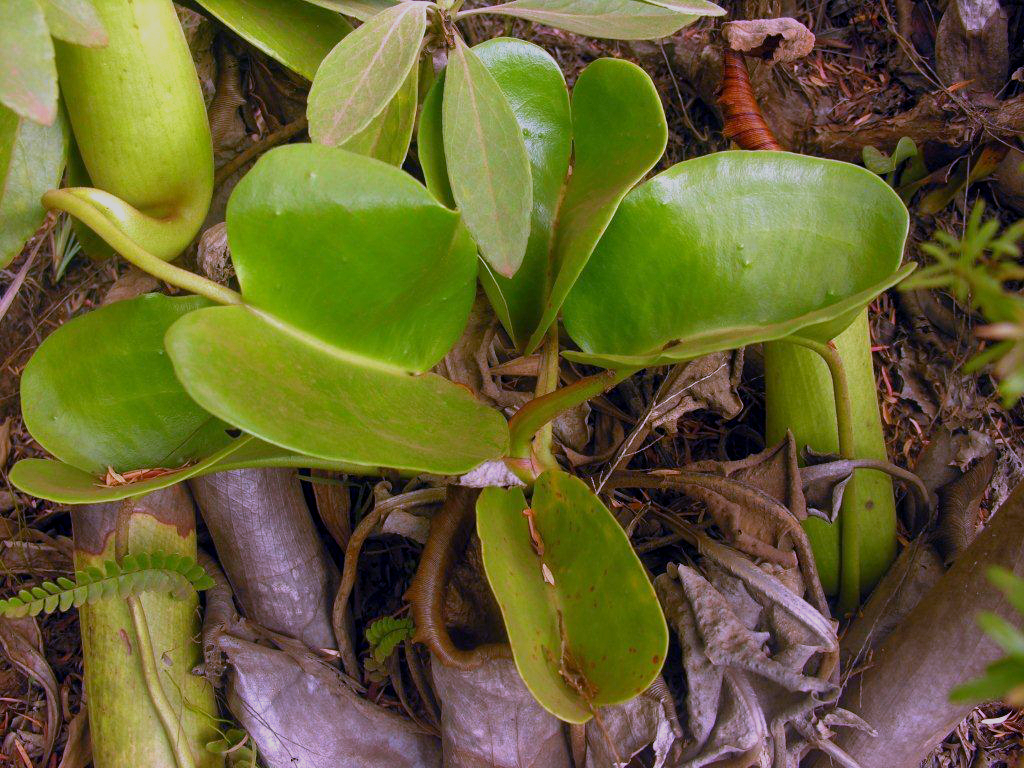
軍配型の葉
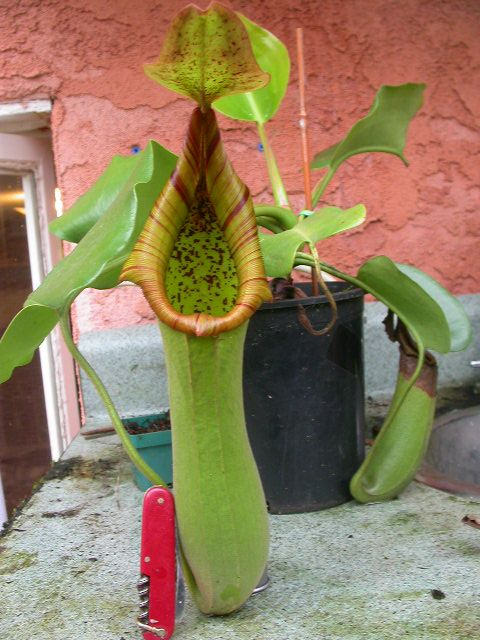
よく発達した捕虫袋
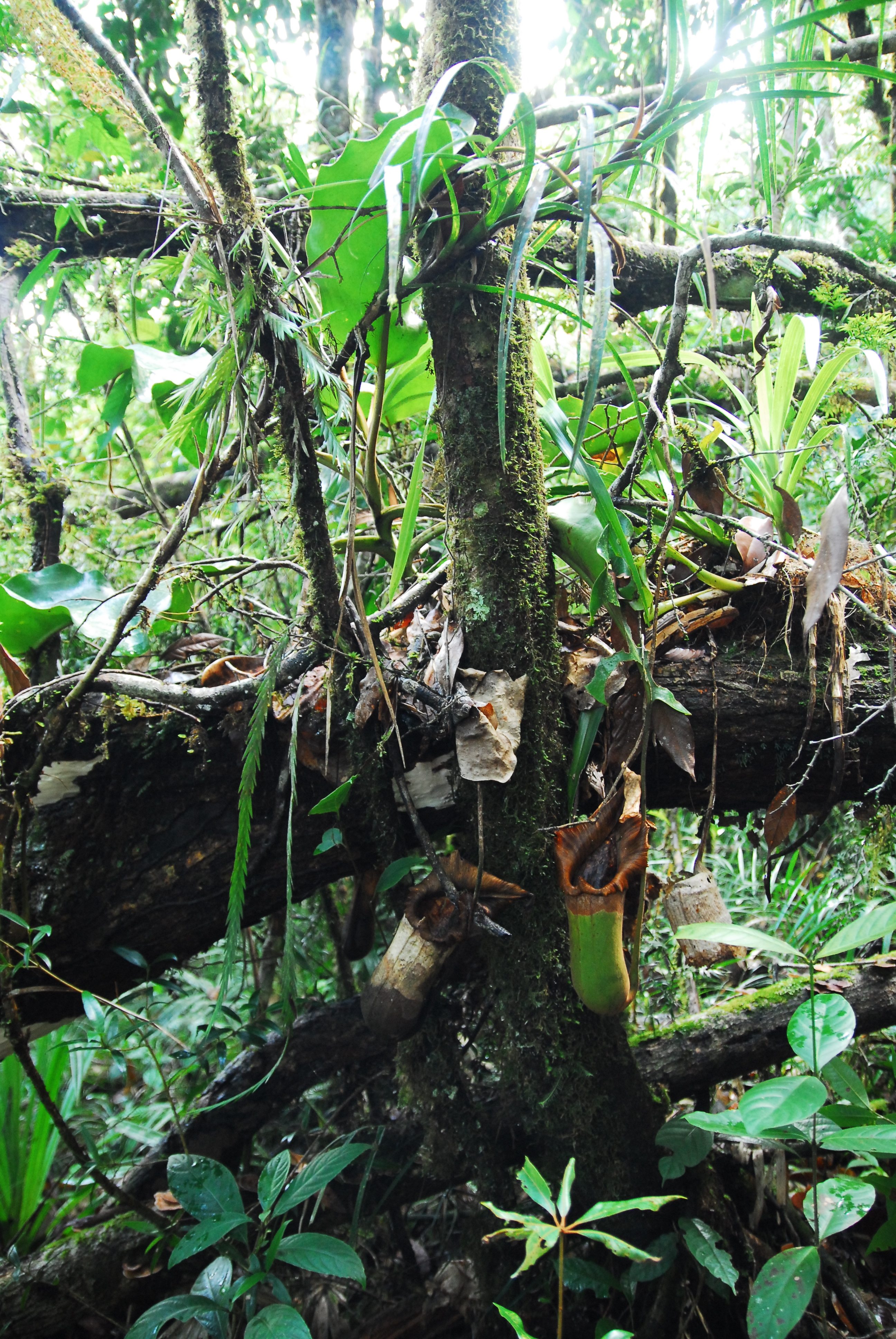
自生地の状態

ちなみに近藤・近藤(1972)にはやや詳しい解説があるものの”捕虫袋は平凡、葉の形が独特であるのが鑑賞価値”といった内容で、この時期には本種の価値がさほど理解されていなかったことが分かる。掲載されている写真も捕虫袋が十分に特徴を示さない幼いものである。しかし土居(2014)では巨大な袋を含めて複数系統が取り上げられ、交配品種も多く紹介されている。